# Приморска Покрајина
Приморска Покрајина (рус. Приморский край), позната и као Приморје (рус. Приморье), је конститутивни субјект Руске Федерације са статусом покрајине (краја) на крајњем југоистоку Русије.
Административни центар покрајине је град Владивосток.

## Етимологија
Приморска Покрајина има исто значење имена у руском и српском језику. Године 1880. руске власти формирају јединствену управна област која обухвата све територије од Камчатке и Чукотке на северу до Владивостока на југу. Област је излазила на четири мора и један (Тихи) океан, па је добила званично име Приморска област. Касније, ова територија је подељена на више управних јединица, па тако данас Приморска Покрајина излази само на једно, и то Јапанско море.

## Становништво
У Приморској покрајини, живи највећи број Таза. Насеље са највећим бројем Таза је село Михаиловка, које се налази у Олгинском рејону Приморске покрајине.
| 1989.     | 2002.     | 2010.     |
| --------- | --------- | --------- |
| 2.258,391 | 2.071,210 | 1.956,497 |